# Härnösands domkyrkodistrikt
Härnösands domkyrkodistrikt är ett distrikt i Härnösands kommun och Västernorrlands län. Distriktet ligger omkring Härnösand i södra Ångermanland. 

## Tidigare administrativ tillhörighet
Distriktet inrättades 2016 och utgörs av en del av området som utgjorde Härnösands stad till 1971, delen som staden omfattade före 1969 och vari Härnö socken införlivats 1873.
Området motsvarar den omfattning Härnösands domkyrkoförsamling hade vid årsskiftet 1999/2000.

## Tätorter och småorter
I Härnösands domkyrkodistrikt finns en tätort och en småort.

### Tätorter
- Härnösand (del av)

### Småorter
- Solumshamn